# Madame Ex
Madame Ex est un téléfilm de Michel Wyn réalisé en 1978.

## Synopsis
Comment, à la suite d'un divorce, se retrouver seule, avec des moyens diminués, à élever ses quatre enfants ? Comment ces mêmes enfants vont-ils redéfinir leurs rapports avec leur père et sa nouvelle (jeune) compagne ? Telle est la situation qu'Aline ex-Davernelle est désormais amenée à gérer.

## Fiche technique
- Titre : Madame Ex
- Réalisation : Michel Wyn
- Scénario et dialogues : Françoise Verny, d'après le roman homonyme d'Hervé Bazin, Éditions du Seuil, Paris, 1975, 286 p.,  (ISBN 9782020012522)
- Musique : Georges Delerue
- Décors : Francis Courtin
- Costumes : Pierre Cadot, Lydie Charpentier
- Photographie : Robert Jaffray
- Pays : France
- Format : couleurs, 16mm
- Genre : comédie dramatique
- Durée : 80 minutes
- Date de sortie : 17 mai 1978 (TF1)

## Distribution
- Emmanuelle Riva : Aline ex-Davermelle
- Jean-Pierre Darras : Louis Davermelle
- France Dougnac : Odile
- Renaud : Léon Davermelle
- Dorine Hollier : Armelle
- Yvon Sarray : Maître Lheureux
- Jacques Balutin : Galvay